# Heliconia caribaea
Heliconia caribaea är en enhjärtbladig växtart som beskrevs av Jean-Baptiste de Lamarck. Heliconia caribaea ingår i släktet Heliconia och familjen Heliconiaceae. Inga underarter finns listade.

## Bildgalleri

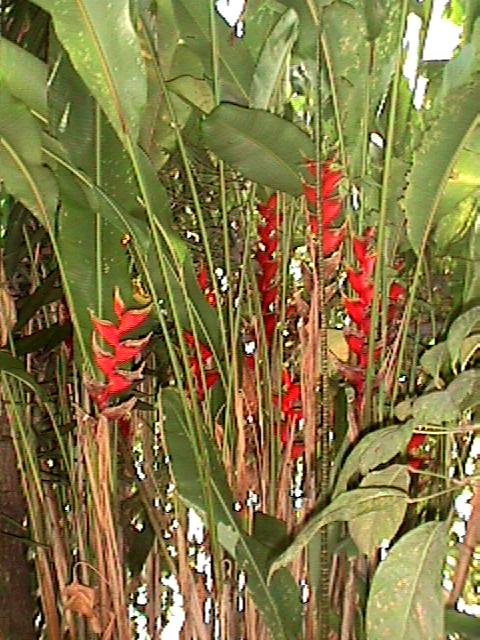
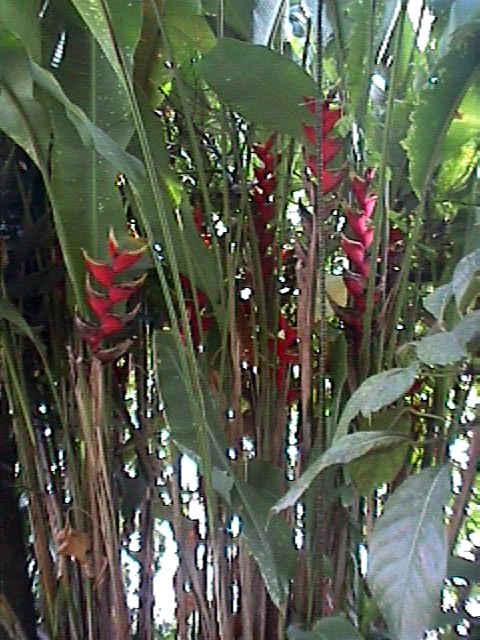
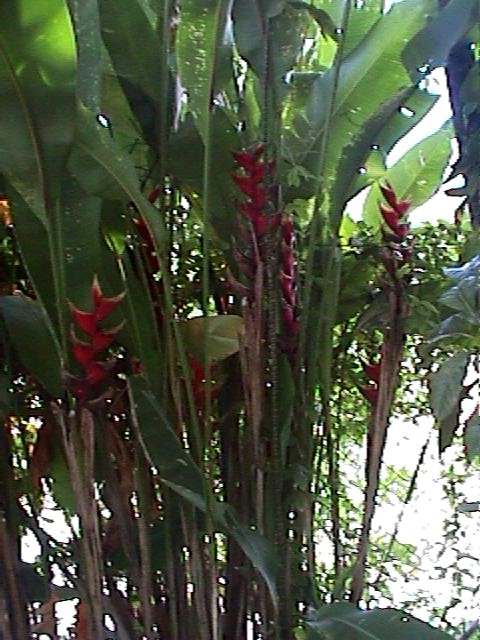
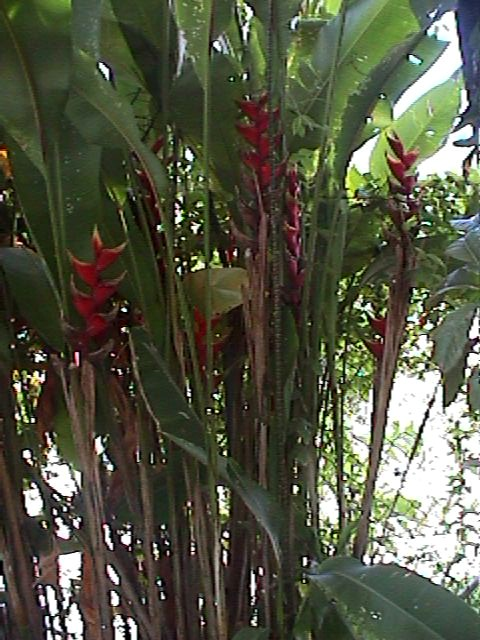